# 宏總亞太財經廣場
22°38′36″N 120°18′53″E / 22.64333°N 120.31472°E
宏總亞太財經廣場，是位於台灣高雄市的一幢摩天大樓，樓高167.9公尺，共地上42層，該大樓由大至小的三節式階梯立面和中央弧線形的結構互相配合，形成一種大底小塔的立體層次感，該建築是由當時高雄知名建商宏總建設投資興建，也是該公司的代表作，完工於1992年，由薛昭信建築師事務所設計，曾獲得中華民國內政部節約能源獎、台灣建築金廈獎和高雄市十大建築物票選金建築獎。位於台灣高雄市苓雅區新光路38號。宏總亞太財經廣場於1992年4月30日–1992年7月8日間為台灣最高建築物，後被長谷世貿聯合國大樓超越。